# Mount Macduff
Mount Macduff är ett berg i Kanada.   Det ligger i provinsen British Columbia, i den södra delen av landet, 3 100 km väster om huvudstaden Ottawa. Toppen på Mount Macduff är 2 984 meter över havet, eller 255 meter över den omgivande terrängen. Bredden vid basen är 3,6 km.
Terrängen runt Mount Macduff är huvudsakligen bergig, men den allra närmaste omgivningen är kuperad.Trakten runt Mount Macduff är nära nog obefolkad, med mindre än två invånare per kvadratkilometer.. Det finns inga samhällen i närheten. 
Trakten runt Mount Macduff består i huvudsak av gräsmarker.